# Município de Bogdanci
Bogdanci (em macedônio/macedónio:  Богданци [ˈbɔɡdantsi] (escutarⓘ)) é um município localizado na Macedônia do Norte, sendo também o nome homônimo para a cidade onde a sede municipal está situada. De acordo com o último censo nacional macedônio realizado em 2002, o município tinha 8 707 habitantes.